# Saint-Cernin-de-Larche
Saint-Cernin-de-Larche är en kommun i departementet Corrèze i regionen Nouvelle-Aquitaine i de centrala delarna av Frankrike. Kommunen ligger  i kantonen Larche som tillhör arrondissementet Brive-la-Gaillarde. År 2022 hade Saint-Cernin-de-Larche 678 invånare.

## Befolkningsutveckling
Antalet invånare i kommunen Saint-Cernin-de-Larche
Referens:INSEE